# Aksay Kumar
Aksay Kumar (in hindī अक्षय कुमार, Akṣay Kumār), pseudonimo di Rajiv Hari Om Bhatia (in punjabi ਰਾਜੀਵ ਹਰੀ ਓਮ ਭਾਟੀਆ, Rājīv Harī Om Bhāṭīā; Amritsar, 9 settembre 1967), è un attore indiano.

## Biografia
Nato in una famiglia Punjabi è uno degli attori bollywoodiani più noti. Il suo vero nome è Rajiv Hari Om Bhatia. Ha recitato in oltre 80 film di Bollywood. È particolarmente conosciuto per la saga di Khiladi. Ha recitato in oltre 100 film, sia film drammatici che comici, e specialmente d'azione. Ha avuto anche occasione di recitare di fianco ad attori hollywoodiani come Sylvester Stallone, Denise Richards e Holly Valance.
È noto anche per le sue doti di stunt-man, dovute anche al fatto di essere un esperto di arti marziali: è infatti cintura nera di Karate, di kudo ed ha anche praticato Muay Thai nel suo soggiorno a Bangkok, in Thailandia.
Inoltre è anche un abile cuoco dal momento che, prima di entrare nel mondo cinematografico, ha lavorato come chef in Thailandia. Ha dato prova di essere anche un ottimo presentatore televisivo in diverse occasioni. Da alcuni anni infatti presenta la famosa trasmissione TV Khatron Ke Khiladi e nel 2010 ha anche presentato un reality show culinario, MasterChef India.
Per quanto riguarda la sua vita personale, ha avuto delle relazioni con diverse attrici di Bollywood, tra cui Raveena Tandon e Shilpa Shetty.
Dal gennaio 2001 è sposato ed ha un figlio e una figlia con l'attrice Twinkle Khanna, figlia degli attori Rajesh Khanna e Dimple Kapadia.

## Filmografia parziale

### Cinema
- Khiladi, regia di Abbas Alibhai Burmawalla e Mastan Alibhai Burmawalla (1992)
- Yeh Dillagi, regia di Naresh Malhotra (1994)

- Mohra, regia di Rajiv Rai (1994)
- Main Khiladi Tu Anari, regia di Sameer Malkan (1994)
- Khiladiyon Ka Khiladi, regia di Umesh Mehra (1996)
- Dil To Pagal Hai, regia di Yash Chopra (1997)
- International Khiladi, regia di Umesh Mehra (1999)
- Jaanwar, regia di Suneel Darshan (1999)
- Police Force: An Inside Story, regia di Dilip Shukla (2004)
- Aan: Men at Work, regia di Madhur Bhandarkar (2004)
- Bewafaa, regia di Dharmesh Darshan (2005)
- Dosti: Friends Forever, regia di Suneel Darshan (2005)
- Family: Ties of Blood, regia di Rajkumar Santoshi (2006)
- Sposerò mia moglie (Namastey London), regia di Vipul Amrutlal Shah (2007)
- Heyy Babyy, regia di Sajid Khan (2007)
- Welcome, regia di Anees Bazmee (2007)
- Singh Is Kinng, regia di Anees Bazmee (2008)
- Chandni Chowk to China, regia di Nikkhil Advani (2009)
- Kambakkht Ishq, regia di Sabir Khan (2009)
- Blue, regia di Anthony D'Souza (2009)
- De Dana Dan, regia di Priyadarshan (2009)
- Housefull, regia di Sajid Khan (2010)
- Khatta Meetha, regia di Priyadarshan (2010)
- Action Replayy, regia di Vipul Amrutlal Shah (2010)
- Tees Maar Khan, regia di Farah Khan (2010)
- Patiala House, regia di Nikkhil Advani (2011)
- Thank You, regia di Anees Bazmee (2011)
- Desi Boyz, regia di Rohit Dhawan (2011)
- Joker, regia di Shirish Kunder (2012)
- Special Chabbis, regia di Neeraj Pandey (2013)
- Once Upon a Time in Mumbai Dobaara!, regia di Milan Luthria (2013)
- Entertainment (It's Entertainment), regia di Farhad Samji (2014)
- Baby, regia di Neeraj Pandey (2015)
- Gabbar is Back, regia di Radha Krishna Jagarlamudi (2015)
- Brothers, regia di Karan Malhotra (2015)
- Airlift, regia di Raja Menon (2016)
- Housefull 3, regia di Sajid e Farhad Samji (2016)
- Rustom, regia di Dharmendra Suresh Desai (2016)
- Naam Shabana, regia di Shivam Nair (2017)
- Padman, regia di R. Balki (2018)
- Kesari, regia di Anurag Singh (2019)